# Indische Cricket-Nationalmannschaft in Australien in der Saison 1980/81
Die Tour der indischen Cricket-Nationalmannschaft nach Australien in der Saison 1980/81 fand vom 28. Januar bis zum 11. Februar 1981 statt. Die internationale Cricket-Tour war Bestandteil der Internationalen Cricket-Saison 1980/81 und umfasste drei Tests. Die Serie endete 1–1 unentschieden.

## Vorgeschichte
Beide Mannschaften spielten zuvor zusammen mit Neuseeland ein Drei-Nationen-Turnier.
Das letzte Aufeinandertreffen der beiden Mannschaften bei einer Tour fand in der Saison 1979/80 in Indien statt.

## Stadien
Die folgenden Stadien wurden für die Tour als Austragungsort vorgesehen.
| Stadion                  | Stadt     | Kapazität | Spiele  |
| ------------------------ | --------- | --------- | ------- |
| Adelaide Oval            | Adelaide  | 53.583    | 2. Test |
| Melbourne Cricket Ground | Melbourne | 100.024   | 3. Test |
| Sydney Cricket Ground    | Sydney    | 48.000    | 1. Test |

## Kaderlisten
Die Kaderlisten wurden vor der Tour bekanntgegeben.
| Test | Test |
| Australien | Indien |
| --- | --- |
| - Terry Alderman - Allan Border - Greg Chappell - John Dyson - Merv Hughes - Bruce Laird - Dennis Lillee - Geoff Marsh - Len Pascoe - Jeff Thomson - Graeme Wood | - Roger Binny - Rajesh Chauhan - Kapil Dev - Dilip Doshi - Sunil Gavaskar - Karsan Ghavri - Syed Kirmani - Sandeep Patil - Yashpal Sharma - Dilip Vengsarkar - Sadanand Viswanath - Shivlal Yadav |

## Tests

### Erster Test in Sydney
| 2. – 4. Januar Scorecard | Sydney | Indien 201 (53.2) & 201 (62)                    | – | Australien 406 (109.1) |
|                          |        | Australien gewinnt mit einem Innings und 4 Runs |   |                        |

### Zweiter Test in Adelaide
| 23. – 27. Januar Scorecard | Adelaide | Australien 528 (149.9) & 221-7d (90) | – | Indien 419 (137.4) & 135-8 (75) |
|                            |          | Remis                                |   |                                 |

### Dritter Test in Melbourne
| 7. – 11. Februar Scorecard | Melbourne | Indien 237 (84) & 324 (109.1) | – | Australien 419 (156.3) & 83 (48.4) |
|                            |           | Indien gewinnt mit 59 Runs    |   |                                    |